# Cráneo de Kocabaş
Cráneo de Kocabaş u hombre de Denizli son los nombres dados a los fragmentos fosilizados de un cráneo, atribuidos a un Homo erectus, encontrados en 2002 en Kocabaş, provincia de Denizli, suroccidente de Turquía. El cráneo data de hace 1,1 a 1,3 millones de años.
El espécimen Kocabaş por la morfología del hueso frontal, su forma y tamaño, es claramente distinto de Homo habilis y Homo georgicus, por una parte y por el otra, de Homo heidelbergensis y  de Homo neanderthalensis. En cambio, comparte características métricas similares con los Homo erectus africanos y asiáticos, una constricción postorbital marcada, un toro supraorbital, bordeado por detrás por un surco supratoral, que muestra, en su borde inferior una muesca supraorbital y tubérculos, líneas temporales en una posición media alta, que delimita una zona frontal infratemporal con una clara protuberancia. Sin embargo, las proporciones del hueso frontal de Kocabaş, corto y grande (sin el toro supraorbital), lo diferencian de los Homo erectus asiáticos, que presentan una escama frontal más larga. Esta configuración también está presente en los Homo erectus africanos. En consecuencia, el fósil de Kocabaş parece ser intermediario entre los Homo erectus de África y los Asia, tanto desde el punto de vista anatómico como del geográfico.